# 紋首鮨
紋首鮨，為輻鰭魚綱鱸形目鱸亞目鮨科的其中一種，分布於東太平洋區，從法國比斯開灣至茅利塔尼亞海域，包括地中海及黑海海域，棲息深度5-150公尺，體長可達36公分，生活在岩石底質海域，為底棲性魚類，屬肉食性，以魚類及甲殼類為食，可做為食用魚及遊釣魚。

## 擴展閱讀
- 紋首鮨的图片 （页面存档备份，存于）